# 周官桥乡
周官桥乡，是中华人民共和国湖南省邵陽市邵东市下辖的一个乡镇级行政单位。

## 行政区划
周官桥乡下辖以下地区：
息安村、老山冲村、周祝村、文公祠村、车泥村、胜利村、羊塘村、司马冲村、肖家冲村、蒲塘冲村、汗井村、桥口村、大泉冲村、黄渡村、中心村、贺家桥村、桥塘村、车家村、先锋村、杨竹村、洪合村、周和村、桐车坝村、三多村、建胜村、艾新村、三胜村、合家村和天星村。